# Operation Desert Strike

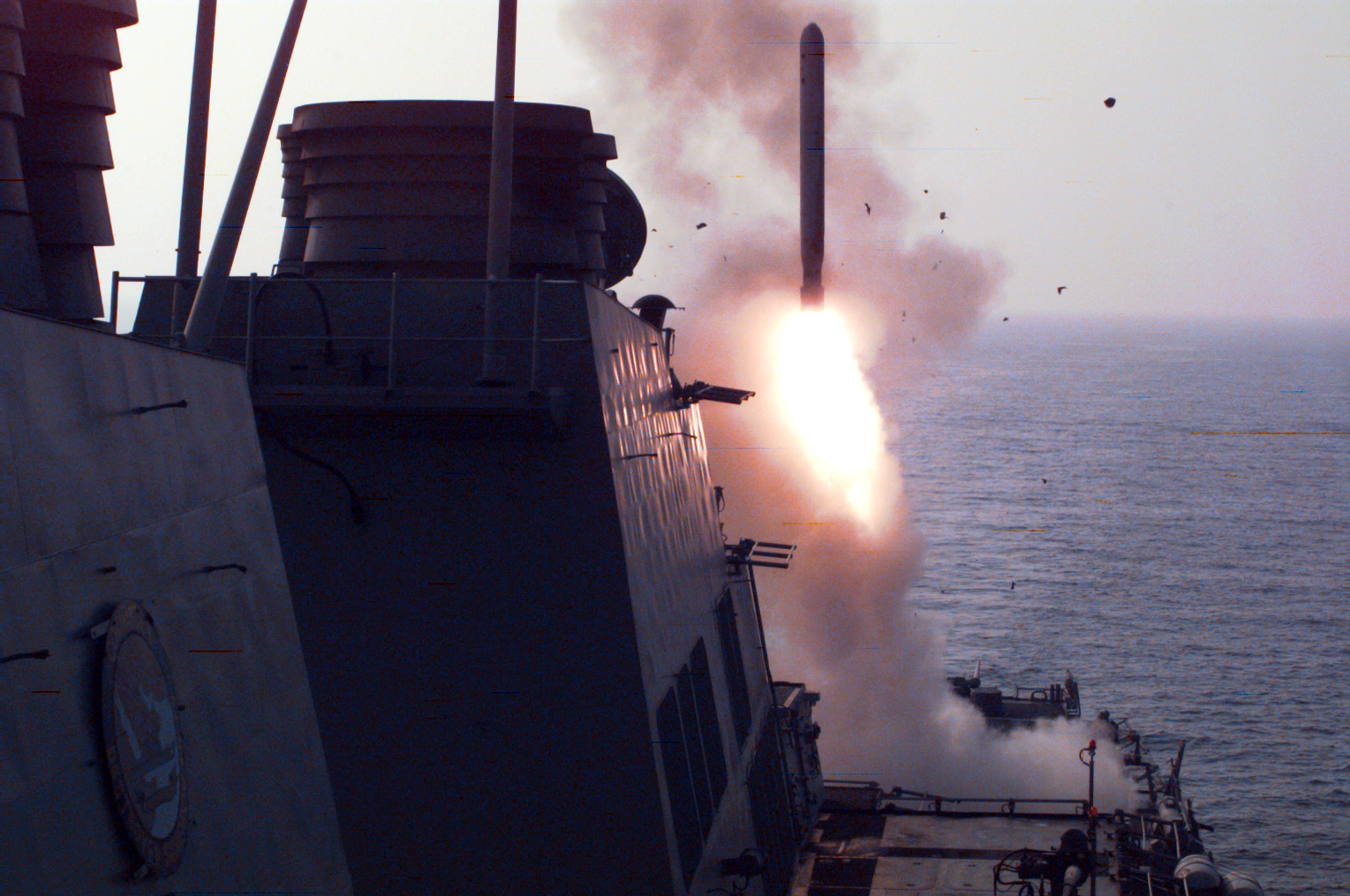
Startende Tomahawk von Bord der Laboon am 3. September 1996

Operation Desert Strike war eine militärische Operation der Streitkräfte der Vereinigten Staaten gegen den Irak, die im September 1996 stattfand. Der Name lehnt sich an die US-Bezeichnung für den Zweiten Golfkrieg an, Desert Storm. An der Operation waren Kriegsschiffe und Kampfflugzeuge der United States Navy sowie Bomber und Jagdflugzeuge der United States Air Force beteiligt.

## Vorgeschichte
Am 31. August 1996 griff die Irakische Armee die Stadt Hewlêr an, die in der autonomen Region der Kurden im Nordirak liegt und von der Patriotischen Union Kurdistans gehalten wurde. Die Armee, unterstützt von Panzergrenadieren der Republikanischen Garde, nahm die Stadt ein und übergab sie an die Kurdische Demokratische Partei. Das United States Central Command erklärte den Angriff zu einer Gefährdung der amerikanischen Interessen auf der Arabischen Halbinsel und begann mit der Planung eines Vergeltungsangriffs.
Der Angriff auf Hewlêr war ein Verstoß gegen die UN-Resolution 688, die Repressalien gegen die kurdische Minderheit im Irak unter Strafe stellte.

## Angriff
Am 3. September begannen die Angriffe auf den Irak, die sich hauptsächlich gegen die militärische Infrastruktur im Land richteten. Die Laboon und die Shiloh schossen am Morgen des Tages die ersten Marschflugkörper vom Typ BGM-109 Tomahawk ab. Zusätzlich starteten B-52 Stratofortresses luftgestützte Marschflugkörper Typ AGM-86 Cruise Missile. Die B-52 waren von der Barksdale Air Force Base gestartet, auf Guams Andersen Air Force Base zwischengelandet und wurden im Endanflug von F-14 Tomcats der Navy eskortiert, die von Bord des Flugzeugträgers Carl Vinson aufgestiegen waren. Nur einen Tag später wurden von der Russell, der Hewitt und der Jefferson City sowie wiederum der Laboon weitere 17 Tomahawk abgefeuert. Die Enterprise wurde aus dem Adriatischen Meer abgezogen und so schnell wie möglich in den Persischen Golf verlegt.
In den nächsten Wochen wurden zusätzliche Flugzeuge der Typen F-117A Nighthawk und F-16CJ Fighting Falcon an den Golf verlegt. Zusätzlich wurde die Flugverbotszone im südlichen Irak (überwacht in Operation Southern Watch) vom 32. Breitengrad bis zum 33. ausgeweitet.
Im Dezember 1998 folgte mit der Operation Desert Fox erneut ein Bombardement irakischer Ziele, nachdem die Vernichtung irakischer Chemiewaffen ins Stocken geraten war.